# Speak to Me
"Speak to Me" é a primeira faixa do álbum Dark Side of the Moon, da banda inglesa Pink Floyd.  É uma faixa composta apenas por efeitos sonoros e é uma das únicas músicas creditadas apenas ao baterista Nick Mason (a outra é "The Grand Vizier's Garden Party", do álbum Ummagumma de 1969).

## Composição
A faixa é composta basicamente por várias colagens de efeitos sonoros presentes em outras partes do álbum, como as batidas de coração, do final de "Eclipse", ou o som da caixa registradora, presente no início da faixa "Money",o som dos relógios de "Time",as risadas de "Brain Damage" e os gritos de "The Great Gig in the Sky".São também presentes na música, algumas falas.

## Partes Faladas
| “ | I've been mad for fucking years, absolutely years. I've been over the edge for yonks. Been working with bands so long, I think. Crikey... | ” |

| “ | I've always been mad, I know I've been mad, like the most of us are. It's very hard to explain why you're mad, even if you're not mad. | ” |